# Pavona diffluens
Pavona diffluens är en korallart som beskrevs av Jean-Baptiste Lamarck 1816. Pavona diffluens ingår i släktet Pavona och familjen Agariciidae. IUCN kategoriserar arten globalt som sårbar. Inga underarter finns listade i Catalogue of Life.